# Edouard Servais
Edouard Léopold Joseph Servais (Boussu, 5 juni 1872 - Bergen, 29 maart 1942) was een Belgisch volksvertegenwoordiger.

## Levensloop
Servais werd in maart 1914 katholiek volksvertegenwoordiger voor het arrondissement Bergen, in opvolging van de overleden Victor Delporte. 
Hij vervulde het mandaat tot aan de wetgevende verkiezingen van november 1919, ook al bleef het effectieve zetelen beperkt, gelet op de Eerste Wereldoorlog.